# Croxall (Staffordshire)
Pour les articles homonymes, voir Croxall.
Croxall est un village du Staffordshire, en Angleterre.

## Toponymie
L'étymologie de Croxall est incertaine. La deuxième partie du nom désigne un terrain (halh), mais la première partie pourrait indiquer qu'il se trouve près d'un méandre (*crōc) ou qu'il appartenait à un homme appelé Krókr. Il est attesté pour la première fois en 942 sous la forme Crokeshalle. Dans le Domesday Book, compilé en 1086, ce nom est orthographié Crocheshalle.

## Géographie
Croxall est situé dans l'est du Staffordshire, près de la frontière du Derbyshire, à une douzaine de kilomètres au nord-est de la ville de Lichfield. La Mease (en) contourne le village au sud-ouest avant de se jeter dans la Trent.
Entre la Mease et la Tame, un autre affluent de la Trent, s'étend la réserve naturelle des Croxall Lakes (en), composée de deux lacs sur le site d'une ancienne carrière qui abritent d'importantes populations d'oiseaux.

## Histoire
Le Domesday Book indique qu'en 1086, le manoir de Croxall appartient au baron anglo-normand Henri de Ferrières. Le village compte alors 46 habitants et sa valeur annuelle est estimée à 4 livres, contre 3 livres vingt ans plus tôt, juste avant la conquête normande de 1066. À l'époque, le manoir appartenait au seigneur Siward Barn.
La famille Curzon occupe le manoir pour le compte des descendants d'Henri de Ferrières, puis des ducs de Lancastre et enfin directement de la couronne anglaise jusqu'en 1622, année de la mort de George Curzon, dernier descendant mâle de la famille. Il passe alors aux comtes de Dorset de la famille Sackville en raison du mariage d'Edward Sackville avec Mary Curzon (en), la fille de George. Il est acquis dans les années 1770 par John Prinsep (en), un négociant qui a fait fortune dans le commerce avec l'Inde.
L'ancienne paroisse civile de Croxall, historiquement située dans le Derbyshire, est transférée au Staffordshire en 1895. Elle est fusionnée dans celle d'Edingale le 1er avril 1934.

## Culture locale et patrimoine
L'église paroissiale de Croxall (en), dédiée à Jean le Baptiste, remonte aux XIIIe – XIVe siècle. Elle constitue un monument classé de grade II* depuis 1964.
Le manoir de Croxall Hall remonte à la fin du XVIe siècle. C'est un monument classé de grade II* depuis 1953.